# Camping Pernis
Camping Pernis is een zesdelige komedie van de acteur en cabaretier Martin van Waardenberg. De serie werd in 2007 uitgezonden door de NPS.
In de serie staat de camping Pernis centraal. Hoewel de camping vroeger nog in een groenrijk gebied aan de Maas lag, is de camping nu omsingeld door de haven van Rotterdam en andere zware industrie. De camping wordt gerund door het homoseksuele paar Freddie van der Meer en Beertje Boshout. In de serie komen onderwerpen als immigratie, drugs en prostitutie aan bod.
Camping Pernis stond voor uitzending al in 2006 gepland. Er kwamen echter protesten omdat de serie discriminerende elementen zou bevatten. Daarna is een scène waarin Marokkaanse scooterdiefjes een handtas van een oude vrouw stelen verwijderd.
De camping kent een variëteit aan vreemde campingbewoners:
- Somalische asielzoekers die zich binnen een omheind terrein begeven welke enkel op gezette tijden mogen worden "gevoederd".
- Poolse landarbeiders die alleen maar dronken voor de tent liggen.
- Een groep moslima's in burka die op de camping een inburgeringscursus volgen.
- Marie van der Meer, de moeder van Freddie. Deze dementerende vrouw moet elke week te horen krijgen dat haar man is overleden.
- Osama Bin Laden, ook wel Bin. Bin is 's werelds meest gezochte terrorist en spreekt Nederlands. Hij heeft zijn toevlucht genomen tot een put op camping Pernis. Elke week neemt hij een aantal facetten van de Nederlandse "cultuur" door, zoals drugsgebruik. Een van zijn vele vrouwen lijkt zich ook in de put te bevinden.
- Dienstweigeraars die niet naar Uruzgan zijn vertrokken.

## Cast
- Martin van Waardenberg: Campingeigenaar Freddie van der Meer
- Gerard Meuldijk: Campingeigenaar Beertje Boshout
- Martin van Waardenberg: Moeder Marie van der Meer
- Malou Perera: Wijkverpleegster
- Quintis Ristie: Manusje-van-alles
- Hossein Mardani: Bin
- Sander Kocken: De Jood
- Ragnhild Rikkelman: Strenge juf